# Heribert Reuterskiöld
Heribert Fabian Reuterskiöld, född 8 januari 1896 på Trolleholms slott, Torrlösa socken, död 23 januari 1988 i Göteborg, var en svensk jurist och sjöfartsman.
Heribert Reuterskiöld var son till agronomen Casimir David Reuterskiöld och sonsons son till Casimir Reuterskiöld. Han avlade studentexamen i Kristianstad 1914 och blev juris kandidat vid Lunds universitet 1921. Efter tingstjänstgöring 1921–1923 anställdes han vid Sveriges Redareförening i Göteborg, där han sedan var bosatt. Reuterskiöld var amanuens i Sveriges Redareförening 1923–1931, utsågs 1931 till vice VD och var från 1941 föreningens VD. Som föreningens representant deltog han i Internationella arbetsbyråns sjömanskonferenser i Genève 1926 och 1929. Reuterskiöld var aktiv inom ett stort antal svenska och internationella sjöfartsdelegationer, -kommittéer och -nämnder. I Arbetsdomstolen var han verksam från dess bildande 1929 till 1933. Han anlitades som sakkunnig vid ett stort antal officiella utredningar i sjöfartsfrågor. Han var sjöarbetstidssakkunnig 1931–1947, sakkunnig för revision av befälsförordningen 1931, sakkunnig hos Handelsdepartementet för utredning om förbättrade pensioner för sjöfolk 1942 samt tillhörde 1946 års "sjömanskommitté" för utredning och förslag rörande sjöfolkens levnads- och arbetsförhållanden. Dessutom var Reuterskiöld bland annat vice ordförande i Svenska sjömansbiblioteket från 1942 och direktionsledamot i Handelsflottans pensionsanstalt från 1944. Han var styrelseordförande i Hargshamns, Skutskärs och Norrköpings stuveriaktiebolag samt styrelseledamot i ett stort antal svenska stuveriföretag. Reuterskiöld publicerade en mängd artiklar i sjöfartsfrågor.